# حملة المقاطعة في المغرب 2018
حملة المقاطعة في المغرب هي حملة تهدف لتخفيض أسعار عدة منتوجات إستهلاكية، وتشمل هذه الحملة مقاطعة منتجات ثلاث شركات كبرى في المغرب وهي شركة سنطرال دانون لتوزيع منتجات الحليب، وشركة افريقيا لتوزيع الغاز والوقود، وسيدي علي للمياه المعدنية.

## تاريخ
حملة المقاطعة بدأت في أبريل 2018 انطلاقاً من مواقع التواصل الاجتماعي خصوصاً موقع فيسبوك ولاقت تأييداً واسع النطاق من مختلف المغاربة. حيث إنتشر هاشتاغ #خليه_يريب و #مقاطعون عبر مواقع التواصل الاجتماعي. كما انتشرت أخبار المقاطعة لتصل الصحافة العربية والدولية.

## مواقف حول المقاطعة
- رئيس الحكومة المغربية سعد الدين العثماني قال أن الحكومة تفكر في طريقة لدعم العمال الذين يشتغلون مع هذه الشركة وأغلبهم من ذوي الدخل المحدود والذين سيتضررون بشكل كبير من المقاطعة، ولكن عددا من الفلاحين أعربوا عن مساندتهم لحملة المقاطعة من خلال أشرطة فيديو نشرت على صفحات شبكات التواصل الاجتماعي، متهمين شركة الحليب بأنها تستغلهم من خلال شراء الحليب منهم بثمن بخس جدا مقابل بيعه إلى المستهلكين بثمن باهظ.
- وزير المالية والاقتصاد في المغرب محمد بوسعيد خرج في تصريحات مثيرة داخل البرلمان المغربي، إذ وصف مقاطعي تلك المنتجات الاستهلاكية بـ«المداويخ».[1]
- مدير التسويق لشركة توزيع الحليب سنطرال دانون إعتبر الانخراط في المقاطعة «خيانة للوطن»، مما جر عليه وعلى شركته وابلا من الانتقادات إضطر معها إلى نشر اعتذار للمغاربة لاحقاً.[2]
- وزارة الأوقاف والشؤون الإسلامية تقوم بإيقاف خطيب عن العمل بعد تطرقه إلى موضوع غلاء الأسعار وعلاقته بحملة مقاطعة عدد من المنتوجات الاستهلاكية خلال خطبة الجمعة.
- الناطق الرسمي باسم الحكومة مصطفى الخلفي قال خلال تصريح صحفي «إن ترويج إدعاءات أخبار زائفة مخالف للقانون، ولا علاقة له بحرية التعبير لأن ترويج الأخبار الزائفة يضر بالاقتصاد الوطني».
- فنانين وإعلاميين يعلنون انضمامهم لحملة المقاطعة عبر نشر مقالات وصور لها بحساباتهم الرسمية منهم: عادل الميلودي، عبد العزيز الستاتي، لطيفة رأفت، عصام كمال، إيهاب أمير، رشيد الادريسي.[3]

## نتائج
- عرفت شركتا «أفريقيا غاز» لتوزيع الغاز والمحروقات، و«سنطرال دانون» للحليب ومشتقاته انخفاضا حادا في قيمة أسهمهما جراء حملة المقاطعة التي استهدفت منتجاتهما بالإضافة إلى شركة «أولماس» التي يتبع لها ماء «سيدي علي». وكشفت تداولات بورصة الدارالبيضاء، ليوم 30 أبريل 2018، أن أكبر الانخفاضات من قيمة الأسهم، حازتها شركتا «أفريقيا غاز» التي فقدت 5.97 بالمائة من قيمة السهم، فيما فقدت شركة «سنطرال دانون» 5.69 في المائة من قيمة أسهمها.
- المقاطعة فضحت شركات المحروقات بالمغرب من خلال تقرير برلماني تحدث عن أرباح غير مستحقة تحققها شركات المحروقات في المغرب على حساب المستهلكين.[4]
- من بين نتائج المقاطعة أيضاً، هو تعميمها لتشمل منتجات أخرى كسمك السردين بسبب غلاءه رغم توفر المغرب على واحدة من أكبر الثروات السمكية، بالإضافة إلى مقاطعة مهرجان موازين الدولي حيث وجه المنادون للحملة عدة رسائل باللغتين العربية والإنجليزية إستهدفت الفنانين المشاركين في مهرجان موازين الغنائي في نسخته 17 من خلال وضع تعاليق في حساباتهم الرسمية على مواقع التواصل.